# 寬頻語音
寬頻語音（Wideband Audio）又稱高音質語音（HD Voice），是一種在行動電話上提供高音質語音通話的技術。一般的人聲頻寬約為80Hz至14kHz，但一般語音電話的頻寬原只有300Hz至3.4KHz，高音質語音採用了AMR-WB（Adaptive Multi Rate-Wideband）或稱 W-AMR（Wideband-Adaptive Multi Rate）技術，把語音電話支援的頻寬提升到50Hz至7kHz或更高，並可最佳化通信品質，減輕環境噪音的影響，使手機間的通話品質更加清晰。
对于语音邮件、语音短信、语音驱动IVR系统和语音搜索引擎等业务而言，高质量的语音输入至关重要。高音質语音（HD voice）技术能够很好地解决这个问题。

## 歷史
1987年，國際電信聯盟電信標準化部門制定了寬頻音頻的標準，即G.722建議書，並首先被無線電廣播業者用於遠端現場實況連線中。AMR-WB技術的標準即ITU-T G.722.2建議書，所用技術是由Nokia和VoiceAge開發，並先經由3GPP指定。

## 外部連結
- 高品質語音 (HD Voice)（页面存档备份，存于）